# R256 (Russland)
Die R256 Tschuiski trakt (russisch Чуйский тракт, Tschuiski trakt; „Tschujatrakt“) ist eine Fernstraße im südwestlichen Sibirien in Russland. Sie führt von der Metropole Nowosibirsk in südlicher Richtung über Barnaul nach Gorno-Altaisk und dann nach Südosten durch das Altai-Gebirge nach Taschanta an der mongolischen Grenze.
Der Name Tschujatrakt bezieht sich auf die Tschuja, einen Nebenfluss des Katun, in dessen Tal die Straße den Altai von der Flussmündung oberhalb Inja durchquert. Trakt ist die traditionelle russische Bezeichnung für Fern- oder ursprünglich Poststraßen.
Die Straße erhielt die Nummer R256 im Jahr 2010. Zuvor trug sie die Nummer M52.

## Verlauf

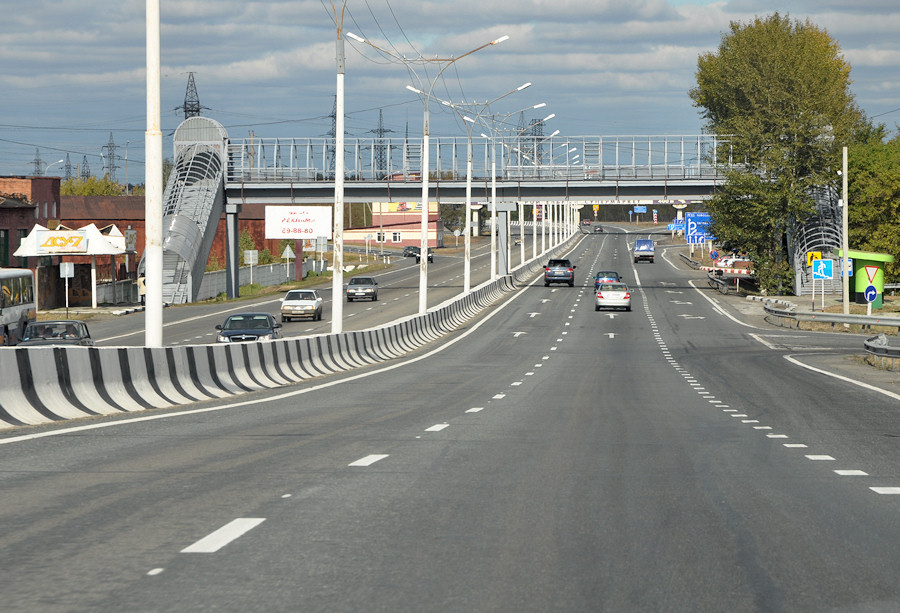
R256 bei Nowoaltaisk

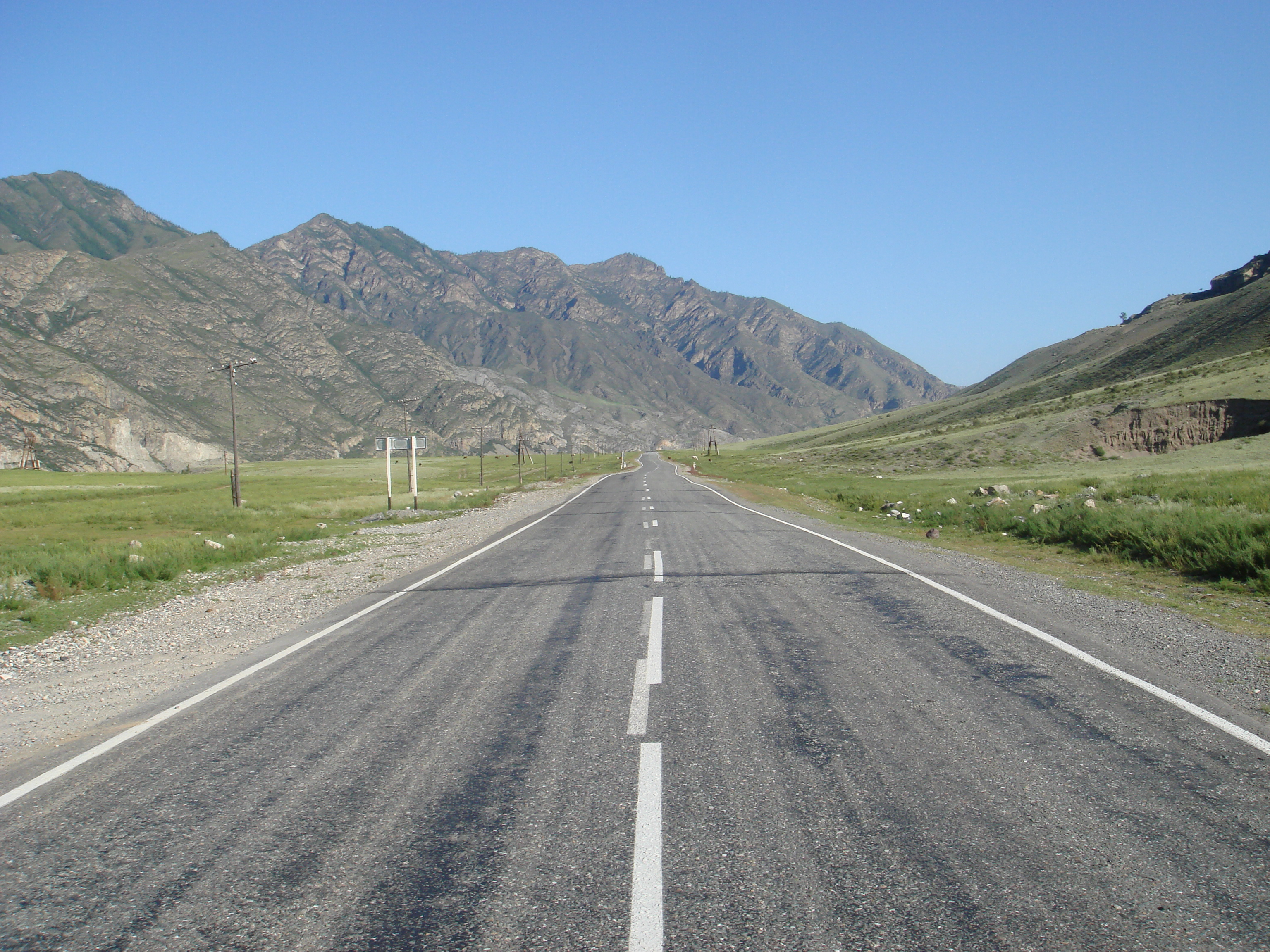
Tschujatrakt vor Inja

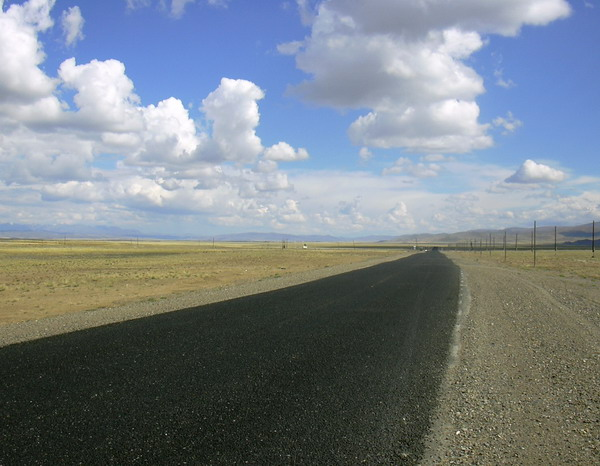
Tschujatrakt bei Kosch-Agatsch

0 km – Nowosibirsk, R254 Irtysch, R255 Sibir
37 km – Berdsk
52 km – Iskitim
99 km – Tscherepanowo
Region Altai
151 km – Talmenka
217 km – Nowoaltaisk (bei Barnaul), Abzweigung der A322
290 km – Troizkoje
364 km – Bijsk
Republik Altai
453 km – Maima (Abzweig nach Gorno-Altaisk, 10 km; weiter nach Tschoja und Turotschak bzw. Artybasch am Telezker See)
470 km – Sousga
485 km – Manscherok
502 km – Ust-Muny
512 km – Ust-Sema (360 m)
513 km – Brücke über den Katun
520 km – Kamlak
530 km – Tscherga
551 km – Myjuta
567 km – Schebalino (890 m)
594 km – Toputschaja
596 km – Sema-Pass (1894 m)
633 km – Tuekta (Abzweigung der R373 über Ust-Kan und Ust-Koksa nach Tjungur)
640 km – Karakol
642 km – Kurata
647 km – Schaschikman
655 km – Ongudai (760 m)
672 km – Chabarowka
684 km – Tschiketaman-Pass (1295 m)
694 km – Kuptschegen
721 km – Brücke über den Katun
722 km – Inja (760 m)
758 km – Iodro
806 km – Tschibit
819 km – Aktasch (1330 m; Abzweigung nach Ulagan)
854 km – Kurai
882 km – Tschagan-Usun
899 km – Ortolyk
917 km – Kosch-Agatsch (1750 m)
930 km – Tebeler
964 km – Taschanta (2100 m)
985 km – Durbet-Daba-Pass (2482 m; Grenze zur Mongolei)